# Ciudad Jardín (Madrid)

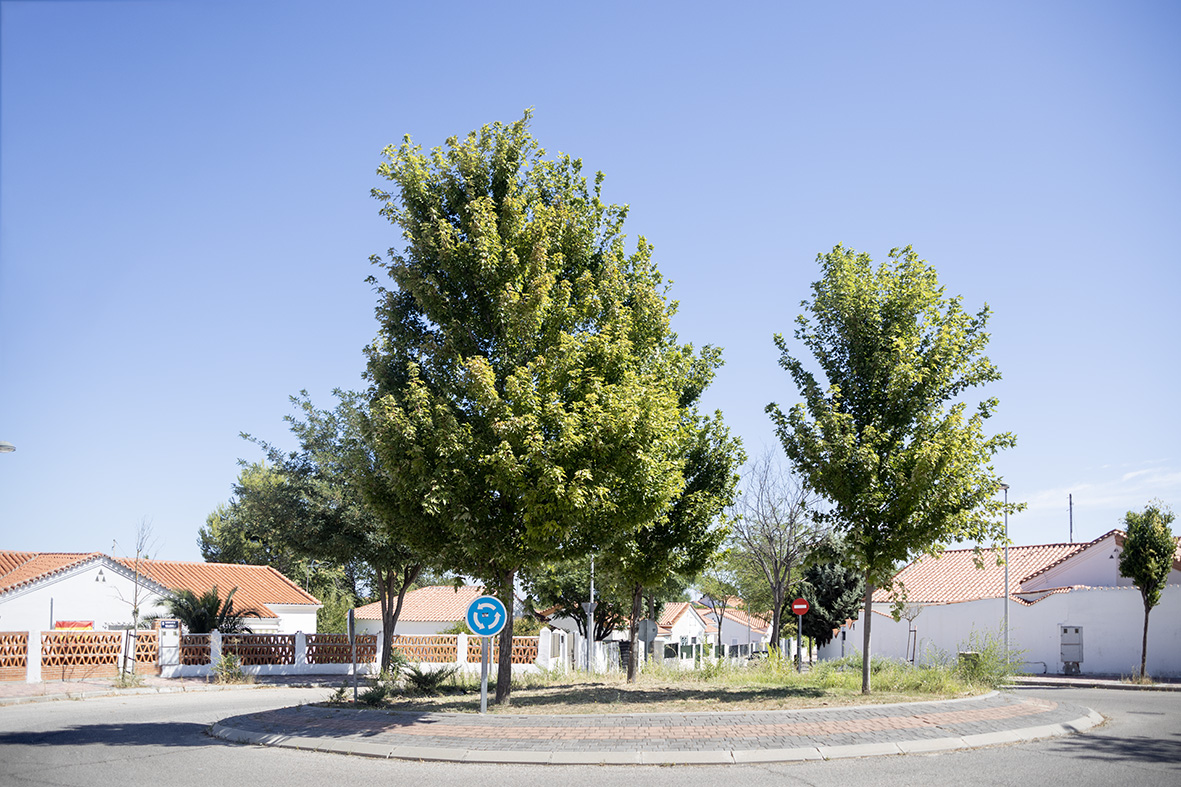
Plaza central de la colonia Ciiudad Jardín

Ciudad Jardín es un barrio del distrito de Chamartín, situado en la zona noreste de la ciudad de Madrid, y colindante con el distrito de Salamanca. Se ubica entre la calle Príncipe de Vergara, la Avenida Ramón y Cajal y la calle López de Hoyos, siendo esta última una de las calles más largas de la ciudad y destacada por su gran actividad comercial.

## Historia
El barrio de Ciudad Jardín se encuentra ligado históricamente a la Prosperidad, al haber formado parte del mismo suburbio desde sus orígenes en 1862. Desde 1898 la actual Ciudad Jardín estuvo integrada en el barrio de la Prosperidad, que pertenecía al distrito de Buenavista, sin que existiese diferenciación alguna. En 1955 el Ayuntamiento de Madrid añadió el pueblo de Chamartín de la Rosa al municipio como nuevo distrito, incorporando el barrio de la Prosperidad. Un decreto municipal de 1987 dividió la Prosperidad en dos barrios diferenciados, la Prosperidad y Ciudad Jardín, utilizando como límite la calle de López de Hoyos, eje viario y comercial del primitivo barrio.

## Demografía
El 1 de enero de 2022 tenía una población de 18 463 habitantes.
Número de habitantes en las últimas décadas.
| 2005                                   | 2006   | 2007   | 2008   | 2009   | 2010   | 2011   | 2012   | 2013   | 2014   | 2018   | 2019   | 2020   | 2022   |
| -------------------------------------- | ------ | ------ | ------ | ------ | ------ | ------ | ------ | ------ | ------ | ------ | ------ | ------ | ------ |
| 18.516                                 | 18.623 | 18.791 | 18.828 | 18.951 | 18.953 | 18.874 | 18.532 | 18.467 | 18.140 | 18.487 | 18.792 | 18.965 | 18.463 |
| Fuente: Padrón Municipal de Habitantes |        |        |        |        |        |        |        |        |        |        |        |        |        |

| Gráfica de evolución demográfica de Ciudad Jardín entre 2005 y 2022 |
|                                                                     |
| Evolución de la población/ Padrón Municipal de Habitantes.          |

## Transporte

### Metro de Madrid
Las líneas 4 y 9 dan servicio al barrio:
- La línea 4 bordea el barrio por el sur, con las paradas de Prosperidad y Alfonso XIII.
- La línea 9 bordea el barrio por el oeste, con las paradas de Cruz del Rayo y Concha Espina.

### Autobuses

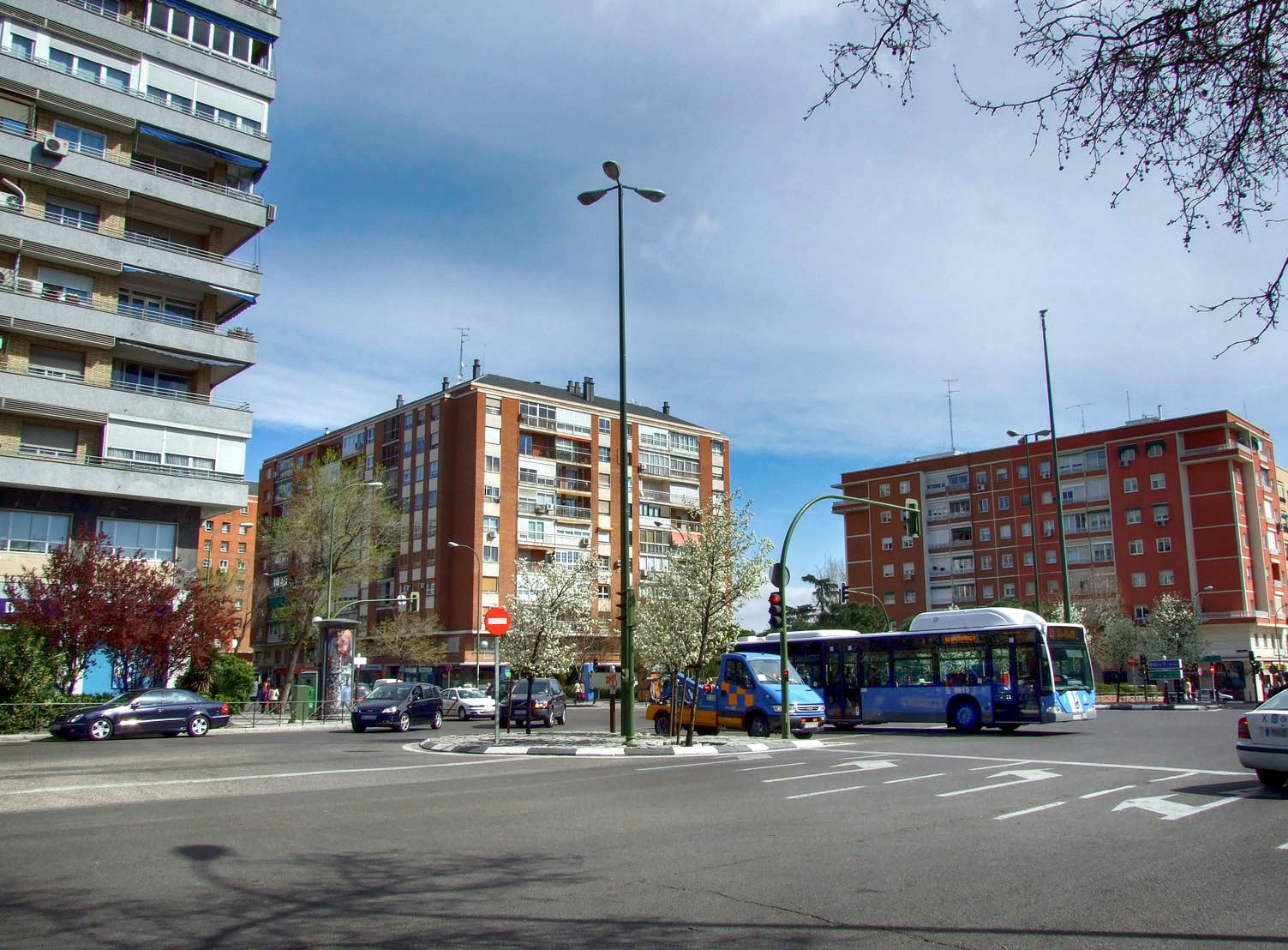
Calle de Príncipe de Vergara desde la Plaza de Cataluña.

El barrio disfruta de las siguientes líneas de autobús:
| Línea | Terminales                      |
| ----- | ------------------------------- |
| 1     | Cristo Rey – Prosperidad        |
| 9     | Sevilla – Hortaleza             |
| 16    | Moncloa – Pío XII               |
| 19    | Plaza de Cataluña – Legazpi     |
| 29    | Felipe II – Manoteras           |
| 40    | Tribunal – Alfonso XIII         |
| 43    | Felipe II – Estrecho            |
| 52    | Sevilla – Santamarca            |
| 72    | Diego de León – Hortaleza       |
| 73    | Diego de León – Feria de Madrid |
| 120   | Plaza de Lima – Hortaleza       |
| N1    | Cibeles – Sanchinarro           |
| N2    | Cibeles – Valdebebas            |

## Servicios

### Colegios
Se indican los colegios a los que acude el alumnado del barrio, aunque algunos se encuentran fuera de sus límites.
| Colegio                         | Tipo       | Dirección                | Notas                      |
| ------------------------------- | ---------- | ------------------------ | -------------------------- |
| Colegio Luis Bello              | Público    | Luis Cabrera, 66         | Pertenece a Prosperidad    |
| Colegio Claret                  | Concertado | Corazón de María, 1      | Pertenece a Prosperidad    |
| Colegio Corazón Inmaculado      | Concertado | López de Hoyos, 59       | Pertenece a Ciudad Jardín  |
| Colegio Fundación Santamarca    | Concertado | Marcenado, 50            | Pertenece a Ciudad Jardín  |
| Colegio Guzmán El Bueno         | Privado    | Eugenio Salazar, 15      | Pertenece a Ciudad Jardín  |
| Colegio Padre Poveda            | Público    | Avenida Alfonso XIII, 23 | Pertenece a Ciudad Jardín  |
| IES Santamarca                  | Público    | Puerto Rico, 34-36       | Pertenece a Hispanoamérica |
| Colegio Pintor Rosales          | Público    | Príncipe de Vergara, 141 | Pertenece a El Viso        |
| Colegio San Ramón y San Antonio | Concertado | Rodríguez Marín, 57      | Pertenece a El Viso        |
| Colegio Ramiro de Maeztu        | Público    | Serrano, 127             | Pertenece a El Viso        |